# 安塔拉索山
12°56′14″S 75°7′47″W / 12.93722°S 75.12972°W
安塔拉索山（Antarasu），是秘魯的山峰，位於該國中部萬卡韋利卡大區的卡斯特羅維雷納省和萬卡韋利卡省，屬於安第斯山脈的一部分，海拔高度5,180米，人類在1965年首次登頂。